# Pseudohaetera strandi
Pseudohaetera strandi är en fjärilsart som beskrevs av Friedrich Wilhelm Niepelt 1922. Pseudohaetera strandi ingår i släktet Pseudohaetera och familjen praktfjärilar. Inga underarter finns listade.